# Krovky

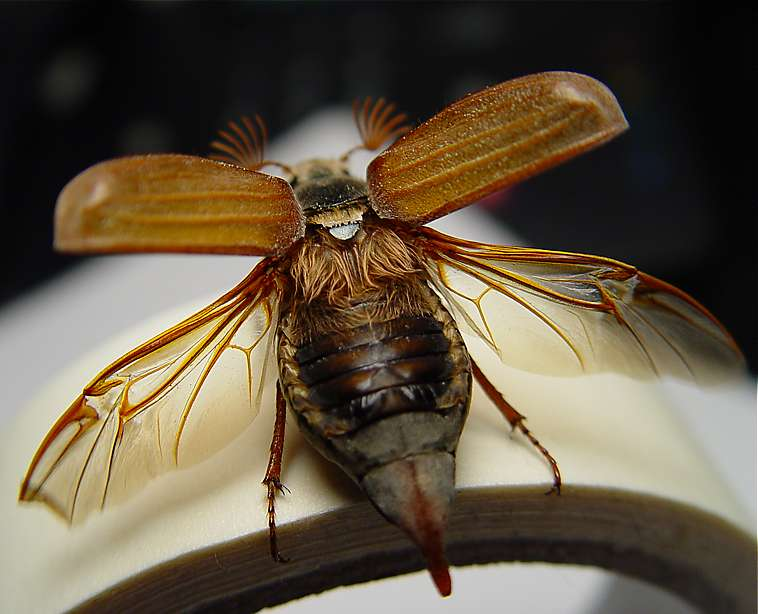
Chroust obecný s roztaženými krovkami (výše) a křídly

Krovky (elytra) jsou přední přeměněná křídla brouků, která kryjí zadohruď a zadní blanitá křídla.
Pevnost krovek způsobuje to, že jsou vyztužená chitinem. U některých brouků mohou druhově druhotně vymizet, u jiných (např. střevlíci) zase srůstají, to způsobuje, že tito brouci nemohou létat.
U ploštic jsou rozpoznávány polokrovky (hemelytra, hemielytra).